# Cot Kayee Adang
Cot Kayee Adang är en kulle i Indonesien.   Den ligger i provinsen Aceh, i den västra delen av landet, 1 800 km nordväst om huvudstaden Jakarta. Toppen på Cot Kayee Adang är 271 meter över havet.
Terrängen runt Cot Kayee Adang är lite kuperad.Runt Cot Kayee Adang är det glesbefolkat, med 14 invånare per kvadratkilometer. I omgivningarna runt Cot Kayee Adang växer i huvudsak städsegrön lövskog.